# I Took a Pill in Ibiza
I Took a Pill in Ibiza is een single van de Amerikaanse singer-songwriter Mike Posner. Het nummer, dat in het origineel een akoestisch popnummer is, werd geremixt door het Noorse duo SeeB en op 24 juli 2015 uitgebracht in de Verenigde Staten.

## Achtergrondinformatie
De SeeB-remix werd internationaal gezien een grote hit, en behaalde een plek binnen de top 10 in 27 landen. In België, Engeland, Ierland, Israël, Kroatië, Nederland en Noorwegen behaalde het nummer de nummer 1-positie. In de Mega Top 50-jaarlijst, die aan het eind van 2016 is samengesteld, stond het op de eerste plaats.
Volgens toerismebureaus op Ibiza zou het nummer het eiland een slechte reputatie geven, vanwege de suggestie dat er op Ibiza losbandig drugs wordt gebruikt.
De remix van SeeB werd ook gebruikt als het themanummer van de SummerSlam in augustus 2016.
In 2016 stond het nummer op de hoogste positie in de Dance 15 van The X Vibe, een jaarlijkse hitlijst met de populairste dancenummers van het jaar.

## Tracklijst
| Nr. | Titel                               | Duur |
| --- | ----------------------------------- | ---- |
| 1.  | I Took a Pill in Ibiza (SeeB remix) | 3:19 |

| Nr. | Titel                               | Duur |
| --- | ----------------------------------- | ---- |
| 1.  | I Took a Pill in Ibiza (SeeB remix) | 3:18 |
| 2.  | I Took a Pill in Ibiza              | 4:43 |

| Nr. | Titel                                             | Duur |
| --- | ------------------------------------------------- | ---- |
| 1.  | I Took a Pill in Ibiza (SeeB radio edit (clean))  | 3:18 |
| 2.  | I Took a Pill in Ibiza (SeeB remix (clean))       | 4:00 |
| 3.  | I Took a Pill in Ibiza (SeeB radio edit (dirty))  | 3:18 |
| 4.  | I Took a Pill in Ibiza (SeeB remix (dirty))       | 4:00 |
| 5.  | I Took a Plane to Ibiza (SeeB radio edit (clean)) | 3:18 |

## Hitnoteringen

### Nederlandse Top 40
| Hitnotering: 02-01-2016 t/m 23-07-2016 | Hitnotering: 02-01-2016 t/m 23-07-2016 | Hitnotering: 02-01-2016 t/m 23-07-2016 | Hitnotering: 02-01-2016 t/m 23-07-2016 | Hitnotering: 02-01-2016 t/m 23-07-2016 | Hitnotering: 02-01-2016 t/m 23-07-2016 | Hitnotering: 02-01-2016 t/m 23-07-2016 | Hitnotering: 02-01-2016 t/m 23-07-2016 | Hitnotering: 02-01-2016 t/m 23-07-2016 | Hitnotering: 02-01-2016 t/m 23-07-2016 | Hitnotering: 02-01-2016 t/m 23-07-2016 | Hitnotering: 02-01-2016 t/m 23-07-2016 | Hitnotering: 02-01-2016 t/m 23-07-2016 | Hitnotering: 02-01-2016 t/m 23-07-2016 | Hitnotering: 02-01-2016 t/m 23-07-2016 | Hitnotering: 02-01-2016 t/m 23-07-2016 | Hitnotering: 02-01-2016 t/m 23-07-2016 |
| Week:                                  | 1                                      | 2                                      | 3                                      | 4                                      | 5                                      | 6                                      | 7                                      | 8                                      | 9                                      | 10                                     | 11                                     | 12                                     | 13                                     | 14                                     | 15                                     | 16                                     |
| -------------------------------------- | -------------------------------------- | -------------------------------------- | -------------------------------------- | -------------------------------------- | -------------------------------------- | -------------------------------------- | -------------------------------------- | -------------------------------------- | -------------------------------------- | -------------------------------------- | -------------------------------------- | -------------------------------------- | -------------------------------------- | -------------------------------------- | -------------------------------------- | -------------------------------------- |
| Positie:                               | 37                                     | 16                                     | 9                                      | 6                                      | 5                                      | 4                                      | 1                                      | 1                                      | 1                                      | 1                                      | 1                                      | 1                                      | 1                                      | 1                                      | 1                                      | 1                                      |
| Week:                                  | 17                                     | 18                                     | 19                                     | 20                                     | 21                                     | 22                                     | 23                                     | 24                                     | 25                                     | 26                                     | 27                                     | 28                                     | 29                                     | 30                                     |                                        |                                        |
| Positie:                               | 3                                      | 4                                      | 4                                      | 4                                      | 5                                      | 9                                      | 12                                     | 13                                     | 15                                     | 22                                     | 25                                     | 27                                     | 30                                     | 40                                     | uit                                    |                                        |

### NederlandseSingle Top 100
| Hitnotering (Week 1 t/m 36): 19-12-2015 t/m 29-10-2016 Hitnotering (Week 37): 12-11-2016 | Hitnotering (Week 1 t/m 36): 19-12-2015 t/m 29-10-2016 Hitnotering (Week 37): 12-11-2016 | Hitnotering (Week 1 t/m 36): 19-12-2015 t/m 29-10-2016 Hitnotering (Week 37): 12-11-2016 | Hitnotering (Week 1 t/m 36): 19-12-2015 t/m 29-10-2016 Hitnotering (Week 37): 12-11-2016 | Hitnotering (Week 1 t/m 36): 19-12-2015 t/m 29-10-2016 Hitnotering (Week 37): 12-11-2016 | Hitnotering (Week 1 t/m 36): 19-12-2015 t/m 29-10-2016 Hitnotering (Week 37): 12-11-2016 | Hitnotering (Week 1 t/m 36): 19-12-2015 t/m 29-10-2016 Hitnotering (Week 37): 12-11-2016 | Hitnotering (Week 1 t/m 36): 19-12-2015 t/m 29-10-2016 Hitnotering (Week 37): 12-11-2016 | Hitnotering (Week 1 t/m 36): 19-12-2015 t/m 29-10-2016 Hitnotering (Week 37): 12-11-2016 | Hitnotering (Week 1 t/m 36): 19-12-2015 t/m 29-10-2016 Hitnotering (Week 37): 12-11-2016 | Hitnotering (Week 1 t/m 36): 19-12-2015 t/m 29-10-2016 Hitnotering (Week 37): 12-11-2016 | Hitnotering (Week 1 t/m 36): 19-12-2015 t/m 29-10-2016 Hitnotering (Week 37): 12-11-2016 | Hitnotering (Week 1 t/m 36): 19-12-2015 t/m 29-10-2016 Hitnotering (Week 37): 12-11-2016 | Hitnotering (Week 1 t/m 36): 19-12-2015 t/m 29-10-2016 Hitnotering (Week 37): 12-11-2016 | Hitnotering (Week 1 t/m 36): 19-12-2015 t/m 29-10-2016 Hitnotering (Week 37): 12-11-2016 | Hitnotering (Week 1 t/m 36): 19-12-2015 t/m 29-10-2016 Hitnotering (Week 37): 12-11-2016 | Hitnotering (Week 1 t/m 36): 19-12-2015 t/m 29-10-2016 Hitnotering (Week 37): 12-11-2016 | Hitnotering (Week 1 t/m 36): 19-12-2015 t/m 29-10-2016 Hitnotering (Week 37): 12-11-2016 |
| Week:                                                                                    | 1                                                                                        | 2                                                                                        | 3                                                                                        | 4                                                                                        | 5                                                                                        | 6                                                                                        | 7                                                                                        | 8                                                                                        | 9                                                                                        | 10                                                                                       | 11                                                                                       | 12                                                                                       | 13                                                                                       | 14                                                                                       | 15                                                                                       | 16                                                                                       | 17                                                                                       |
| ---------------------------------------------------------------------------------------- | ---------------------------------------------------------------------------------------- | ---------------------------------------------------------------------------------------- | ---------------------------------------------------------------------------------------- | ---------------------------------------------------------------------------------------- | ---------------------------------------------------------------------------------------- | ---------------------------------------------------------------------------------------- | ---------------------------------------------------------------------------------------- | ---------------------------------------------------------------------------------------- | ---------------------------------------------------------------------------------------- | ---------------------------------------------------------------------------------------- | ---------------------------------------------------------------------------------------- | ---------------------------------------------------------------------------------------- | ---------------------------------------------------------------------------------------- | ---------------------------------------------------------------------------------------- | ---------------------------------------------------------------------------------------- | ---------------------------------------------------------------------------------------- | ---------------------------------------------------------------------------------------- |
| Positie:                                                                                 | 80                                                                                       | 72                                                                                       | 66                                                                                       | 16                                                                                       | 7                                                                                        | 5                                                                                        | 5                                                                                        | 1                                                                                        | 1                                                                                        | 2                                                                                        | 3                                                                                        | 2                                                                                        | 1                                                                                        | 1                                                                                        | 1                                                                                        | 1                                                                                        | 1                                                                                        |
| Week:                                                                                    | 18                                                                                       | 19                                                                                       | 20                                                                                       | 21                                                                                       | 22                                                                                       | 23                                                                                       | 24                                                                                       | 25                                                                                       | 26                                                                                       | 27                                                                                       | 28                                                                                       | 29                                                                                       | 30                                                                                       | 31                                                                                       | 32                                                                                       | 33                                                                                       |                                                                                          |
| Positie:                                                                                 | 2                                                                                        | 4                                                                                        | 4                                                                                        | 5                                                                                        | 5                                                                                        | 9                                                                                        | 10                                                                                       | 12                                                                                       | 11                                                                                       | 19                                                                                       | 20                                                                                       | 21                                                                                       | 23                                                                                       | 23                                                                                       | 24                                                                                       | 31                                                                                       |                                                                                          |
| Week:                                                                                    | 34                                                                                       | 35                                                                                       | 36                                                                                       | 37                                                                                       | 38                                                                                       | 39                                                                                       | 40                                                                                       | 41                                                                                       | 42                                                                                       | 43                                                                                       | 44                                                                                       | 45                                                                                       | 46                                                                                       |                                                                                          | 47                                                                                       |                                                                                          |                                                                                          |
| Positie:                                                                                 | 36                                                                                       | 40                                                                                       | 45                                                                                       | 48                                                                                       | 51                                                                                       | 53                                                                                       | 55                                                                                       | 63                                                                                       | 65                                                                                       | 66                                                                                       | 73                                                                                       | 85                                                                                       | 80                                                                                       | uit                                                                                      | 98                                                                                       | uit                                                                                      |                                                                                          |

### NederlandseMega Top 50
| Hitnotering: 09-01-2016 t/m 13-08-2016 | Hitnotering: 09-01-2016 t/m 13-08-2016 | Hitnotering: 09-01-2016 t/m 13-08-2016 | Hitnotering: 09-01-2016 t/m 13-08-2016 | Hitnotering: 09-01-2016 t/m 13-08-2016 | Hitnotering: 09-01-2016 t/m 13-08-2016 | Hitnotering: 09-01-2016 t/m 13-08-2016 | Hitnotering: 09-01-2016 t/m 13-08-2016 | Hitnotering: 09-01-2016 t/m 13-08-2016 | Hitnotering: 09-01-2016 t/m 13-08-2016 | Hitnotering: 09-01-2016 t/m 13-08-2016 | Hitnotering: 09-01-2016 t/m 13-08-2016 | Hitnotering: 09-01-2016 t/m 13-08-2016 | Hitnotering: 09-01-2016 t/m 13-08-2016 | Hitnotering: 09-01-2016 t/m 13-08-2016 | Hitnotering: 09-01-2016 t/m 13-08-2016 | Hitnotering: 09-01-2016 t/m 13-08-2016 | Hitnotering: 09-01-2016 t/m 13-08-2016 |
| Week:                                  | 1                                      | 2                                      | 3                                      | 4                                      | 5                                      | 6                                      | 7                                      | 8                                      | 9                                      | 10                                     | 11                                     | 12                                     | 13                                     | 14                                     | 15                                     | 16                                     | 17                                     |
| -------------------------------------- | -------------------------------------- | -------------------------------------- | -------------------------------------- | -------------------------------------- | -------------------------------------- | -------------------------------------- | -------------------------------------- | -------------------------------------- | -------------------------------------- | -------------------------------------- | -------------------------------------- | -------------------------------------- | -------------------------------------- | -------------------------------------- | -------------------------------------- | -------------------------------------- | -------------------------------------- |
| Positie:                               | 14                                     | 9                                      | 7                                      | 5                                      | 3                                      | 1                                      | 1                                      | 1                                      | 3                                      | 1                                      | 1                                      | 2                                      | 2                                      | 3                                      | 3                                      | 3                                      | 4                                      |
| Week:                                  | 18                                     | 19                                     | 20                                     | 21                                     | 22                                     | 23                                     | 24                                     | 25                                     | 26                                     | 27                                     | 28                                     | 29                                     | 30                                     | 31                                     | 32                                     |                                        |                                        |
| Positie:                               | 4                                      | 5                                      | 10                                     | 9                                      | 9                                      | 11                                     | 14                                     | 17                                     | 24                                     | 27                                     | 31                                     | 31                                     | 37                                     | 42                                     | 47                                     | uit                                    |                                        |

## Releasedata
| Land                | Releasedatum | Formaat        | Label  |
| ------------------- | ------------ | -------------- | ------ |
| Verenigde Staten    | 24 juli 2015 | Muziekdownload | Island |
| Verenigd Koninkrijk | 24 juli 2015 | Muziekdownload | Island |